# Cessac
 Cessac  es una población y comuna francesa, situada en la región de Aquitania, departamento de Gironda, en el distrito de Langon y cantón de Targon.

## Demografía
| 189 | 189 | 139 | 173 | 179 | 169 |
| Para los censos de 1962 a 1999 la población legal corresponde a la población sin duplicidades (Fuente: INSEE [Consultar]) |     |     |     |     |     |